# Ryōta Tsuzuki
Ryōta Tsuzuki (jap. 都築龍太 Tsuzuki Ryōta?; ur. 18 kwietnia 1978 w Heguri) – japoński piłkarz, grający podczas kariery na pozycji bramkarza.

## Kariera klubowa
Pierwszym klubem piłkarskim w karierze Tsuzukiego była Gamba Osaka, do którego trafił w 1997. W J.League zadebiutował 11 listopada 1998. W latach 2003–2011 był zawodnikiem klubu Urawa Red Diamonds. Z Urawą zdobył mistrzostwo Japonii w 2006, dwukrotnie Puchar Cesarza w 2005 i 2006, Puchar J.League w 2003 i Azjatycką Liga Mistrzów w 2007.
W trakcie sezonu 2010 został wypożyczony do Shonan Bellmare. W Shonan 23 listopada 2010 w przegranym 1-2 meczu z Gambą Osaka Tsuzuki po raz ostatni wystąpił w J.League. Ogółem w latach 1997-2010 rozegrał w niej 250 spotkań.
8 stycznia 2011 Tsuzuki ogłosił zakończenie kariery.
| Sezon | Klub               | Kraj    | Rozgrywki | Mecze | Bramki |
| ----- | ------------------ | ------- | --------- | ----- | ------ |
| 1997  | Gamba Osaka        | Japonia | J.League  | 0     | 0      |
| 1998  | Gamba Osaka        | Japonia | J.League  | 1     | 0      |
| 1999  | Gamba Osaka        | Japonia | J.League  | 2     | 0      |
| 2000  | Gamba Osaka        | Japonia | J.League  | 19    | 0      |
| 2001  | Gamba Osaka        | Japonia | J.League  | 29    | 0      |
| 2002  | Gamba Osaka        | Japonia | J.League  | 12    | 0      |
| 2003  | Gamba Osaka        | Japonia | J.League  | 20    | 0      |
| 2004  | Urawa Red Diamonds | Japonia | J.League  | 19    | 0      |
| 2005  | Urawa Red Diamonds | Japonia | J.League  | 33    | 0      |
| 2006  | Urawa Red Diamonds | Japonia | J.League  | 31    | 0      |
| 2007  | Urawa Red Diamonds | Japonia | J.League  | 33    | 0      |
| 2008  | Urawa Red Diamonds | Japonia | J.League  | 33    | 0      |
| 2009  | Urawa Red Diamonds | Japonia | J.League  | 23    | 0      |
| 2010  | Urawa Red Diamonds | Japonia | J.League  | 0     | 0      |
| 2010  | Shonan Bellmare    | Japonia | J.League  | 15    | 0      |

## Kariera reprezentacyjna
W reprezentacji Japonii Tsuzuki zadebiutował w 4 czerwca 2001 w meczu z Brazylią w Pucharze Konfederacji, na którym zajęła drugie miejsce. Szósty i ostatni raz w reprezentacji Tsuzuki wystąpił 9 września 2009 w towarzyskim meczu z Ghaną.